# Governo Berlusconi III
Il governo Berlusconi III è stato il cinquantottesimo esecutivo della Repubblica Italiana, il secondo e ultimo della XIV legislatura.
È rimasto in carica dal 23 aprile 2005 al 17 maggio 2006, per un totale di 389 giorni, ovvero 1 anno e 24 giorni.
A seguito delle elezioni regionali del 2005, conclusesi con un tracollo del centrodestra in tutte le regioni tranne che in Lombardia e Veneto, il 16 aprile i ministri di UDC e Nuovo PSI nel governo Berlusconi II annunciarono la loro uscita dal governo e l'appoggio esterno a un nuovo esecutivo. Il 20 aprile Berlusconi annunciò in Senato la volontà di costituire un nuovo governo di fine legislatura e rimise al Quirinale le proprie dimissioni. Il giorno successivo UDC e Nuovo PSI annunciarono l'appoggio a un nuovo governo e il 22 aprile il Presidente della Repubblica Carlo Azeglio Ciampi, a seguito di consultazioni, affidò il nuovo incarico a Berlusconi. Il 23 aprile Berlusconi si presentò al Quirinale con la nuova lista dei ministri, che giurarono il pomeriggio stesso.
Il governo ricalcò, come composizione e azione politica, il Berlusconi II. Contava 25 ministri (compreso il Presidente del Consiglio), 9 viceministri, 63 sottosegretari, per un totale di 97 membri.
Ottenne la fiducia alla Camera dei deputati il 27 aprile 2005 con 334 voti favorevoli, 240 contrari e 2 astenuti.
Ottenne la fiducia al Senato della Repubblica il 28 aprile 2005 con 170 voti favorevoli e 117 contrari.
Diede le dimissioni il 2 maggio 2006, perché era terminata la legislatura, rimanendo in carica per il disbrigo degli affari correnti fino al 17 maggio.

## Compagine di governo

### Appartenenza politica
L'appartenenza politica dei membri del governo, ad aprile 2005, era la seguente
| Partito | Partito                       | Presidente | Vicepresidente | Ministri | Viceministri | Sottosegretari | Totale |
| ------- | ----------------------------- | ---------- | -------------- | -------- | ------------ | -------------- | ------ |
|         | Forza Italia                  | 1          | 1              | 8        | 1            | 35             | 46     |
|         | Alleanza Nazionale            | -          | 1              | 6        | 2            | 14             | 23     |
|         | UDC                           | -          | -              | 3        | 1            | 8              | 12     |
|         | Lega Nord                     | -          | -              | 3        |              | 8              | 11     |
|         | Nuovo PSI                     | -          | -              | 1        | 1            | 1              | 3      |
|         | Partito Repubblicano Italiano | -          | -              | 1        | 1            | -              | 2      |
|         | Indipendenti                  | -          | -              | 2        |              | -              | 2      |
| Totale  | Totale                        | 1          | 2              | 24       | 6            | 66             | 99     |

### Provenienza geografica
La provenienza geografica dei membri del Consiglio dei ministri si può così riassumere:
| Regione               | Presidente | Ministri | Viceministri | Sottosegretari | Totale |
| --------------------- | ---------- | -------- | ------------ | -------------- | ------ |
| Lombardia             | 1          | 6        | 2            | 4              | 13     |
| Sicilia               | -          | 4        | 1            | 7              | 12     |
| Veneto                | -          | -        | 1            | 8              | 9      |
| Emilia-Romagna        | -          | 3        | -            | 5              | 8      |
| Piemonte              | -          | -        | 1            | 7              | 8      |
| Puglia                | -          | 3        | -            | 4              | 7      |
| Campania              | -          | 2        | 1            | 4              | 7      |
| Calabria              | -          | -        | 2            | 4              | 6      |
| Lazio                 | -          | -        | -            | 6              | 6      |
| Toscana               | -          | 1        | -            | 4              | 5      |
| Abruzzo               | -          | -        | -            | 4              | 4      |
| Liguria               | -          | 1        | -            | 1              | 2      |
| Basilicata            | -          | -        | -            | 2              | 2      |
| Sardegna              | -          | 1        | -            | -              | 1      |
| Marche                | -          | -        | 1            | -              | 1      |
| Friuli-Venezia Giulia | -          | -        | -            | 1              | 1      |

### Sostegno parlamentare
Sostegno parlamentare al momento della fiducia (27 aprile alla Camera, 28 aprile al Senato).
| Camera                  | Collocazione | Partiti | Seggi     |
| ----------------------- | ------------ | --- | --------- |
| Camera dei deputati     | Maggioranza  | FI (167), AN (95), UDC (38), LN (26), NPSI (6) | 332 / 611 |
| Camera dei deputati     | Opposizione  | DS (130), DL (80), UDEUR (13), PRC (12), SDI (11), PCdI (10), FdV (7), Minoranze linguistiche (5), Ecologisti Democratici (4), Altri (7)                         | 279 / 611 |
| Senato della Repubblica | Maggioranza  | FI (74), AN (46), UDC (30), LN (17), NPSI (1), PRI (1), MSFT (1), DCA (1)                                                                                        | 171 / 318 |
| Senato della Repubblica | Opposizione  | DS (64), DL (35), FdV (10), Minoranze linguistiche (10), SDI (6), UDEUR (5), PRC (4), PdCI (2), Libertà e Giustizia per l'Ulivo (2), IdV (2), LpA (1), Altri (7) | 147 / 318 |

## Composizione
| Carica                                | Titolare                                   | Titolare                                                         | Titolare                                            | Sottosegretari | Sottosegretari |
| Presidenza del Consiglio dei ministri | Presidenza del Consiglio dei ministri      | Presidenza del Consiglio dei ministri                            | Presidenza del Consiglio dei ministri               | Sottosegretari di Stato alla Presidenza del Consiglio | Sottosegretari di Stato alla Presidenza del Consiglio |
| ------------------------------------- | ------------------------------------------ | ---------------------------------------------------------------- | --------------------------------------------------- | --- | --- |
| Presidente del Consiglio              |                                            | Flickr - europeanpeoplesparty - EPP Congress Rome 2006 (146).jpg | Silvio Berlusconi (FI)                              | - Gianni Letta (FI) - segretario del Consiglio dei ministri, con delega ai servizi di sicurezza - Paolo Bonaiuti (FI) - con delega all'informazione e all'editoria | - Gianni Letta (FI) - segretario del Consiglio dei ministri, con delega ai servizi di sicurezza - Paolo Bonaiuti (FI) - con delega all'informazione e all'editoria |
| Vicepresidente del Consiglio          |                                            |                                                                  | Gianfranco Fini (AN)                                | - Gianni Letta (FI) - segretario del Consiglio dei ministri, con delega ai servizi di sicurezza - Paolo Bonaiuti (FI) - con delega all'informazione e all'editoria | - Gianni Letta (FI) - segretario del Consiglio dei ministri, con delega ai servizi di sicurezza - Paolo Bonaiuti (FI) - con delega all'informazione e all'editoria |
| Vicepresidente del Consiglio          |                                            | Giulio Tremonti (FI)                                             |                                                     | - Gianni Letta (FI) - segretario del Consiglio dei ministri, con delega ai servizi di sicurezza - Paolo Bonaiuti (FI) - con delega all'informazione e all'editoria | - Gianni Letta (FI) - segretario del Consiglio dei ministri, con delega ai servizi di sicurezza - Paolo Bonaiuti (FI) - con delega all'informazione e all'editoria |
| Ministri senza portafoglio            | Ministri senza portafoglio                 | Ministri senza portafoglio                                       | Ministri senza portafoglio                          | Sottosegretari di Stato | Sottosegretari di Stato |
| Affari regionali e autonomie locali   |                                            |                                                                  | Enrico La Loggia (FI)                               | - Alberto Gagliardi (FI) - Luciano Gasperini (LN) | - Alberto Gagliardi (FI) - Luciano Gasperini (LN) |
| Attuazione del programma di governo   |                                            |                                                                  | Stefano Caldoro (NPSI)                              | - Giovanni Dell'Elce (FI) | - Giovanni Dell'Elce (FI) |
| Funzione pubblica                     |                                            |                                                                  | Mario Baccini (UDC) - fino all'08/05/06             | - Learco Saporito (AN) | - Learco Saporito (AN) |
| Innovazione e tecnologie              |                                            |                                                                  | Lucio Stanca (FI)                                   | Carica non assegnata | Carica non assegnata |
| Italiani nel mondo                    |                                            |                                                                  | Mirko Tremaglia (AN)                                | Carica non assegnata | Carica non assegnata |
| Pari opportunità                      |                                            |                                                                  | Stefania Prestigiacomo (FI)                         | Carica non assegnata | Carica non assegnata |
| Politiche comunitarie                 |                                            |                                                                  | Giorgio La Malfa (PRI)                              | Carica non assegnata | Carica non assegnata |
| Riforme istituzionali e devoluzione   |                                            |                                                                  | Roberto Calderoli (LN) fino al 18/02/06             | - Aldo Brancher (FI) - Nuccio Carrara (AN) | - Aldo Brancher (FI) - Nuccio Carrara (AN) |
| Rapporti con il Parlamento            |                                            |                                                                  | Carlo Giovanardi (UDC)                              | - Cosimo Ventucci (FI) - Gianfranco Conte (FI) | - Cosimo Ventucci (FI) - Gianfranco Conte (FI) |
| Sviluppo e coesione territoriale      |                                            |                                                                  | Gianfranco Miccichè (FI)                            | Carica non assegnata | Carica non assegnata |
| Ministero                             | Ministri                                   | Ministri                                                         | Ministri                                            | Viceministri | Sottosegretari di Stato |
| Affari esteri                         |                                            |                                                                  | Gianfranco Fini (AN)                                | Carica non assegnata | - Roberto Antonione (FI) - Margherita Boniver (FI) - Alfredo Mantica (AN) - Giampaolo Bettamio (FI) - Giuseppe Drago (UDC)                                         |
| Interno                               |                                            |                                                                  | Giuseppe Pisanu (FI)                                | Carica non assegnata | - Maurizio Balocchi (LN) - Antonio D'Alì (FI) - Alfredo Mantovano (AN) - Michele Saponara (FI) - Giampiero D'Alia (UDC)                                            |
| Giustizia                             |                                            |                                                                  | Roberto Castelli (LN)                               | Carica non assegnata | - Jole Santelli (FI) - Giuseppe Valentino (AN) - Pasquale Giuliano (FI) - Luigi Vitali (FI)                                                                        |
| Economia e finanze                    |                                            |                                                                  | Domenico Siniscalco (Indipendente) fino al 22/09/05 | - Mario Baldassarri (AN) - dal 01/07/2005 - Giuseppe Vegas (FI) - dal 01/07/2005                                                                                   | - Maria Teresa Armosino (FI) - Manlio Contento (AN) - Daniele Molgora (LN) - Michele Vietti (UDC)                                                                  |
| Economia e finanze                    |                                            | Giulio Tremonti (FI) dal 22/09/05 all' 05/05/06                  |                                                     | - Mario Baldassarri (AN) - dal 01/07/2005 - Giuseppe Vegas (FI) - dal 01/07/2005                                                                                   | - Maria Teresa Armosino (FI) - Manlio Contento (AN) - Daniele Molgora (LN) - Michele Vietti (UDC)                                                                  |
| Economia e finanze                    | Silvio Berlusconi ad interim dall'05/05/06 |                                                                  |                                                     | - Mario Baldassarri (AN) - dal 01/07/2005 - Giuseppe Vegas (FI) - dal 01/07/2005                                                                                   | - Maria Teresa Armosino (FI) - Manlio Contento (AN) - Daniele Molgora (LN) - Michele Vietti (UDC)                                                                  |
| Attività produttive                   |                                            |                                                                  | Claudio Scajola (FI)                                | - Adolfo Urso (AN) | - Giuseppe Galati (UDC) - Mario Valducci (FI) - Roberto Cota (LN) - Giovan Battista Caligiuri (FI)                                                                 |
| Istruzione, Università e Ricerca      |                                            |                                                                  | Letizia Moratti (Indipendente)                      | - Guido Possa (FI) - Giovanni Ricevuto (NPSI) | - Valentina Aprea (FI) - Maria Grazia Siliquini (AN) |
| Lavoro e politiche sociali            |                                            |                                                                  | Roberto Maroni (LN)                                 | Carica non assegnata | - Alberto Brambilla (LN) - Maurizio Sacconi (FI) - Grazia Sestini (FI) - Pasquale Viespoli (AN) - Roberto Rosso (FI) - Francesco Saverio Romano (UDC)              |
| Difesa                                |                                            |                                                                  | Antonio Martino (FI)                                | Carica non assegnata | - Filippo Berselli (AN) - Francesco Bosi (UDC) - Salvatore Cicu (FI) - Rosario Giorgio Costa (FI)                                                                  |
| Politiche agricole e forestali        |                                            |                                                                  | Giovanni Alemanno (AN)                              | Carica non assegnata | - Teresio Delfino (UDC) - Gianpaolo Dozzo (LN) - Paolo Scarpa Bonazza Buora (FI)                                                                                   |
| Ambiente e tutela del territorio      |                                            |                                                                  | Altero Matteoli (AN)                                | - Francesco Nucara (PRI) | - Roberto Tortoli (FI) - Stefano Stefani (LN) |
| Infrastrutture e trasporti            |                                            |                                                                  | Pietro Lunardi (FI)                                 | - Ugo Martinat (AN) - Mario Tassone (UDC) | - Nino Sospiri (AN) - fino al 02/01/2006 - Guido Viceconte (FI) - Paolo Uggè (FI) - Silvano Moffa (AN) - Federico Bricolo (LN) - Mauro Del Bue (NPSI)              |
| Salute                                |                                            |                                                                  | Francesco Storace (AN) fino al 11/03/06             | Carica non assegnata | - Cesare Cursi (AN) - Maria Elisabetta Alberti Casellati (FI) - Domenico Di Virgilio (FI) - Domenico Zinzi (UDC)                                                   |
| Salute                                | Silvio Berlusconi ad interim dall'11/03/06 |                                                                  |                                                     | Carica non assegnata | - Cesare Cursi (AN) - Maria Elisabetta Alberti Casellati (FI) - Domenico Di Virgilio (FI) - Domenico Zinzi (UDC)                                                   |
| Beni e attività culturali             |                                            |                                                                  | Rocco Buttiglione (UDC)                             | - Antonio Martusciello (FI) dal 18/07/2005 | - Nicola Bono (AN) - Mario Pescante (FI) - con delega allo sport                                                                                                   |
| Comunicazioni                         |                                            |                                                                  | Mario Landolfi (AN)                                 | Carica non assegnata | - Massimo Baldini (FI) - Paolo Romani (FI) |

## Cronologia

### 2005

#### Aprile
- 22 aprile – Il Presidente della repubblica Carlo Azeglio Ciampi incarica il Presidente del Consiglio uscente Silvio Berlusconi di formare un nuovo governo.
- 23 Aprile - Alle 18:00 il Presidente del consiglio si presenta al quirinale con il Nuovo esecutivo per il Giuramento così ebbe inizio ufficialmente il Governo Berlusconi III
- 27 aprile – Il governo ottiene la fiducia alla Camera con 334 sì e 240 no.
- 28 aprile – Il governo ottiene la fiducia la Senato con 170 sì e 117 no.

#### Settembre
- 21 settembre – Il Ministro dell'Economia Domenico Siniscalco rassegna le dimissioni dopo le polemiche sull'approvazione della Legge Finanziaria 2006. Al suo posto viene nominato Giulio Tremonti.

### 2006

#### Gennaio
- 9 gennaio – Con la legge numero 7 la mutilazione genitale femminile diventa reato.

#### Febbraio
- 11 febbraio – Il Presidente della Repubblica Carlo Azeglio Ciampi decreta lo scioglimento delle Camere.
- 18 febbraio – Il Ministro per le Riforme Roberto Calderoli rassegna le dimissioni. La decisioni avviene all'indomani dell'assalto al consolato italiano di Bengasi, in cui restano uccisi dalla polizia libica undici manifestanti, al culmine dalle proteste scaturite per l'aver mostrato, in un'intervista televisiva, una maglietta con una vignetta su Maometto, considerata offensiva per la religione musulmana. Le dimissioni, chieste dall'intero governo e da tutta l'opposizione, sono precedute dalle parole del Presidente della Repubblica che invoca "comportamenti responsabili" per chi ha "responsabilità di governo". L'episodio della maglietta provoca anche tensioni diplomatiche tra il governo italiano e lo Stato libico.

#### Marzo
- 10 marzo – Il Ministro della Salute Francesco Storace rassegna le dimissioni dopo le polemiche scoppiate attorno al caso Laziogate: viene ipotizzato il reato di accesso abusivo a sistema informatico, asseritamente commesso in danno della candidatura di Alessandra Mussolini alle elezioni regionali laziali del 2005.

#### Maggio
- 2 maggio – 22 giorni dopo le elezioni politiche, Silvio Berlusconi consegna le dimissioni dell'esecutivo al Presidente della Repubblica Carlo Azeglio Ciampi.
- 17 maggio – Dopo la formazione, la presentazione e il giuramento nelle mani del neoeletto Presidente della Repubblica Giorgio Napolitano del nuovo esecutivo guidato da Romano Prodi, termina ufficialmente il Governo Berlusconi III con il tradizionale passaggio di consegne a Palazzo Chigi.

## Attività legislativa
Ha suscitato critiche un emendamento al "decreto milleproroghe" in base al quale i rimborsi ai partiti si effettuano per tutto il quinquennio anche in caso di scioglimento anticipato delle camere.